# ديفيد واتسون (ملحن)
ديفيد واتسون (بالإنجليزية: David Watson)‏ هو ملحن أمريكي، ولد في 1960.